# Setra S 215 SL

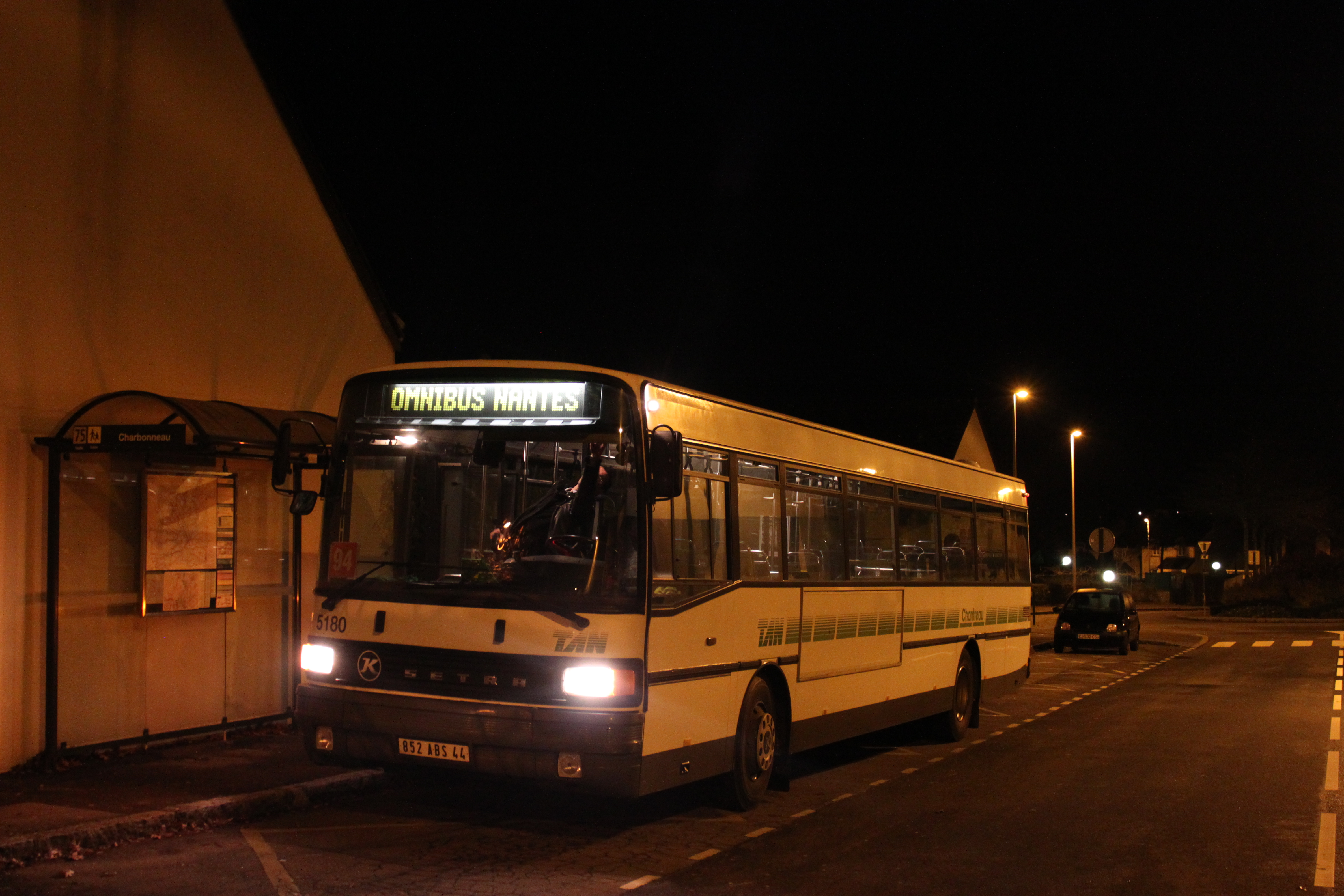
Setra S 215 SL

Setra S 215 SL — городской автобус, выпускаемый немецкой компанией Setra с 1983 по 1996 год параллельно с Setra S215 UL, Setra SG219 SL и Setra SG221 UL.

## Эксплуатация
Автобус Setra S 215 SL эксплуатировался в нескольких странах Европы для обслуживания городских маршрутов. Значительная часть автобусов эксплуатировалась в Германии, Бельгии и Люксембурге.
В 2001—2017 годах автобусы данной модели эксплуатировались в России подмосковной компанией Мострансавто.
| Компания                                       | Серии                    | Количество | Эксплуатация |
| Бельгия                                        | Бельгия                  | Бельгия    | Бельгия      |
| ---------------------------------------------- | ------------------------ | ---------- | ------------ |
| Alk Reizen                                     | 492201, 492204, 49906    | 3          | Антверпен    |
| Autobusbedrijf G. Mebis                        | 441002 441015            | 2          | Лимбург      |
| KAV                                            | 108106-108109            | 4          | Антверпен    |
| Rapides des Ardennes (Les Rapides de la Meuse) | 562199                   | 1          | Намюр        |
| Vervoersonderneming van Pee                    | 866102 861115            | 2          | Лимбург      |
| Люксембург                                     |                          |            |              |
| Voyages Emile Weber                            | 22, 55-56, 360, 436, 623 | 3          | Люксембург   |